# 페라
페라(힌디어·보지푸리어: पेड़ा, 펀자브어: ਪੇੜਾ) 또는 페다(마라티어: पेढा, 오리야어: ପେଡା)는 인도를 비롯한 남아시아의 디저트이다. 주재료는 코야이며 설탕과 카다멈, 피스타치오, 사프란 등 향신료를 넣어 만든 미타이로, 지역에 따라 펭라(벵골어: পেঁড়া)나 펜다(구자라트어: પેંડા) 등으로도 불린다.